# Eugeniusz Sadowski
Eugeniusz Sadowski (ur. 4 stycznia 1949 w Ciechanowie) – polski samorządowiec, regionalista.

## Życiorys
Pochodzi z rodziny ciechanowskich cukierników. Jest absolwentem Liceum Ogólnokształcącego im. Z. Krasińskiego w Ciechanowie, Pomaturalnego Studium Elektronicznego w Warszawie oraz Wydziału Prawa i Administracji Uniwersytetu Warszawskiego. 
Pracę zawodową rozpoczął w Wydziale Geologii Uniwersytetu Warszawskiego, następnie pracował w Zakładzie Usług Radiotechnicznych i Telewizyjnych, Wojewódzkim Ośrodku Informatyki oraz Urzędzie Wojewódzkim w Ciechanowie. W latach 1998–2002 pełnił funkcję wicestarosty ciechanowskiego, przez kolejne cztery lata był zastępcą prezydenta Ciechanowa. W 2006 ponownie został wybrany na stanowisko wicestarosty ciechanowskiego. 
Od 1974 członek Towarzystwa Miłośników Ziemi Ciechanowskiej, w 1983 został wybrany do Zarządu TMZC. W latach 1988–1995 pełnił funkcję wiceprezesa Towarzystwa, w 1995 został wybrany prezesem i pełni tę funkcję do dziś. W 2000 był przewodniczącym Komitetu Budowy Pomnika św. Piotra Apostoła – patrona Ciechanowa. 
Odznaczony m.in. Krzyżem Kawalerskim Orderu Odrodzenia Polski, Złotym, Srebrnym i Brązowym Krzyżem Zasługi, odznaką Zasłużony Działacz Kultury oraz odznaką Za zasługi dla województwa ciechanowskiego. W 2007 otrzymał też nagrodę specjalną im. Franciszka Rajkowskiego.